# Messestädte-Pokal 1961/62
Der 4. Messestädte-Pokal wurde in der Saison 1961/62 ausgespielt. Im rein spanischen Finale besiegte der FC Valencia nach Hin- und Rückspiel den FC Barcelona. Es nahmen noch fünf Stadtauswahlen teil. Torschützenkönig wurde Waldo vom FC Valencia mit neun Toren.
Bei unentschiedenem Spielstand nach Hin- und Rückspiel wurde ein Entscheidungsspiel durchgeführt.

## 1. Runde
Ein Freilos erhielten:
- AS Rom
- Birmingham City
- Iraklis Saloniki
- FC Lausanne-Sport

|                             | Gesamt |                        | Hinspiel | Rückspiel |
| --------------------------- | ------ | ---------------------- | -------- | --------- |
| FC Valencia                 | 7:1    | Nottingham Forest      | 2:0      | 5:1       |
| Royale Union Saint-Gilloise | 1:5    | Heart of Midlothian    | 1:3      | 0:2       |
| 1. FC Köln                  | 4:4    | Inter Mailand          | 4:2      | 0:2       |
| AC Mailand                  | 0:2    | Novi Sad               | 0:0      | 0:2       |
| Racing Straßburg            | 03:13  | MTK Budapest FC        | 1:3      | 02:10     |
| Spartak Brno ZJŠ            | 3:6    | Leipzig                | 2:2      | 1:4       |
| Hannover 96                 | 0:3    | Español Barcelona      | 0:1      | 0:2       |
| Basel                       | 2:5    | FK Roter Stern Belgrad | 1:1      | 1:4       |
| Hibernian Edinburgh         | 6:4    | Belenenses Lissabon    | 3:3      | 3:1       |
| Olympique Lyon              | 6:7    | Sheffield Wednesday    | 4:2      | 2:5       |
| West-Berlin                 | 1:3    | FC Barcelona           | 1:0      | 0:3       |
| Kopenhagen                  | 4:9    | Dinamo Zagreb          | 2:7      | 2:2       |

### Entscheidungsspiel
|            | Ergebnis |               |
| ---------- | -------- | ------------- |
| 1. FC Köln | 3:5      | Inter Mailand |

## 2. Runde
|                        | Gesamt |                     | Hinspiel | Rückspiel |
| ---------------------- | ------ | ------------------- | -------- | --------- |
| FC Lausanne-Sport      | 3:4    | FC Valencia         | 3:4      | 1         |
| Heart of Midlothian    | 0:5    | Inter Mailand       | 0:1      | 0:4       |
| Iraklis Saloniki       | 03:10  | Novi Sad            | 2:1      | 1:9       |
| MTK Budapest FC        | 3:3    | Leipzig             | 3:0      | 0:3       |
| Español Barcelona      | 5:3    | Birmingham City     | 5:2      | 0:1       |
| FK Roter Stern Belgrad | 5:0    | Hibernian Edinburgh | 4:0      | 1:0       |
| Sheffield Wednesday    | 4:1    | AS Rom              | 4:0      | 0:1       |
| FC Barcelona           | 7:3    | Dinamo Zagreb       | 5:1      | 2:2       |

### Entscheidungsspiel
|                 | Ergebnis |         |
| --------------- | -------- | ------- |
| MTK Budapest FC | 2:0      | Leipzig |

## Viertelfinale
|                     | Gesamt |                        | Hinspiel | Rückspiel |
| ------------------- | ------ | ---------------------- | -------- | --------- |
| FC Valencia         | 5:3    | Inter Mailand          | 2:0      | 3:3       |
| Novi Sad            | 2:6    | MTK Budapest FC        | 1:4      | 1:2       |
| Español Barcelona   | 2:6    | FK Roter Stern Belgrad | 2:1      | 0:5       |
| Sheffield Wednesday | 3:4    | FC Barcelona           | 3:2      | 0:2       |

## Halbfinale
|                        | Gesamt |                 | Hinspiel | Rückspiel |
| ---------------------- | ------ | --------------- | -------- | --------- |
| FC Valencia            | 10:30  | MTK Budapest FC | 3:0      | 7:3       |
| FK Roter Stern Belgrad | 1:6    | FC Barcelona    | 0:2      | 1:4       |

## Finale

### Hinspiel
| FC Valencia                                      | FC Valencia | FC Barcelona | FC Barcelona |
| ------------------------------------------------ | --- | --- | ------------ |
| FC Valencia                                      | \| 8. September 1962 in Valencia (Estadio Mestalla) \| \| Ergebnis: 6:2 (3:2) \| \| Zuschauer: 65.000 \| \| Schiedsrichter: Joseph Barberan ( Frankreich) \|                                                                           | \| 8. September 1962 in Valencia (Estadio Mestalla) \| \| Ergebnis: 6:2 (3:2) \| \| Zuschauer: 65.000 \| \| Schiedsrichter: Joseph Barberan ( Frankreich) \|                                            | FC Barcelona |
| FC Valencia                                      | Ricardo Zamora de Grassa – Vicente Piquer, Manuel Mestre – Jose Sastre, Juan Carlos Diaz Quincoces , Chicão – Héctor Núñez, Enrique Ribelles, Waldo, Vicente Guillot, Yosu Cheftrainer: Alejandro Scopelli ( Argentinien) / ( Italien) | José Manuel Pesudo – Julio César Benítez, Rodri, Ferran Olivella – Martín Vergés, Sígfrid Gràcia – Luis Cubilla, Sándor Kocsis, Cayetano Ré, Ramón Villaverde, Antonio Camps Cheftrainer: László Kubala | FC Barcelona |
| FC Valencia                                      | 1:1 Yosu (14.) 2:2 Vicente Guillot (35.) 3:2 Yosu (42.) 4:2 Vicente Guillot (54.) 5:2 Vicente Guillot (67.) 6:2 Hector Nuńez (74.) | 0:1 Sándor Kocsis (4.) 1:2 Sándor Kocsis (20.) | FC Barcelona |
| 8. September 1962 in Valencia (Estadio Mestalla) | | |              |
| Ergebnis: 6:2 (3:2)                              | | |              |
| Zuschauer: 65.000                                | | |              |
| Schiedsrichter: Joseph Barberan ( Frankreich)    | | |              |

### Rückspiel
| FC Barcelona                                | FC Barcelona | FC Valencia | FC Valencia |
| ------------------------------------------- | --- | --- | ----------- |
| FC Barcelona                                | \| 12. September 1962 in Barcelona (Camp Nou) \| \| Ergebnis: 1:1 (0:0) \| \| Zuschauer: 60.000 \| \| Schiedsrichter: Giulio Campanati ( Italien) \|                                                            | \| 12. September 1962 in Barcelona (Camp Nou) \| \| Ergebnis: 1:1 (0:0) \| \| Zuschauer: 60.000 \| \| Schiedsrichter: Giulio Campanati ( Italien) \|                                                                                       | FC Valencia |
| FC Barcelona                                | José Manuel Pesudo – Julio César Benítez, Jesús Garay, Josep Fusté – Martín Vergés, Sígfrid Gràcia – Luis Cubilla, Sándor Kocsis, Fernand Goyvaerts, Ramón Villaverde, Antonio Camps Cheftrainer: László Kubala | Ricardo Zamora de Grassa – Vicente Piquer, Manuel Mestre – Jose Sastre, Juan Carlos Diaz Quincoces , Chicão – Héctor Núñez, José Antonio Urtiaga, Waldo, Vicente Guillot, Yosu Cheftrainer: Alejandro Scopelli ( Argentinien) / ( Italien) | FC Valencia |
| FC Barcelona                                | 1:0 Sándor Kocsis (46.) | 1:1 Vicente Guillot (87.) | FC Valencia |
| 12. September 1962 in Barcelona (Camp Nou)  | | |             |
| Ergebnis: 1:1 (0:0)                         | | |             |
| Zuschauer: 60.000                           | | |             |
| Schiedsrichter: Giulio Campanati ( Italien) | | |             |

## Beste Torschützen
| Rang | Spieler            | Klub                | Tore |
| ---- | ------------------ | ------------------- | ---- |
| 1    | Waldo              | FC Valencia         | 9    |
| 2    | Evaristo de Macedo | FC Barcelona        | 8    |
|      | Vicente Guillot    | FC Valencia         | 8    |
| 4    | Antonio Camps      | Espanyol Barcelona  | 7    |
|      | Héctor Núñez       | FC Valencia         | 7    |
| 6    | Sándor Kocsis      | FC Barcelona        | 6    |
| 7    | John Fantham       | Sheffield Wednesday | 5    |
|      | Jorge Humberto     | Inter Mailand       | 5    |
|      | Károly Sándor      | MTK Budapest FC     | 5    |